# Henri-François Buot
Pour les articles homonymes, voir Buot.
Henri-François Buot, né le 15 juillet 1908 à Saint-Martin-des-Besaces (Calvados) et mort le 5 février 1983 à Caen, est un homme politique français.

## Biographie
Il est né le 15 juillet 1908 à Saint-Martin-des-Besaces. Il a fait des études de médecine et s'est établi comme médecin à Caen. Le 17 juin 1985, la ville de Caen donne son nom à l'ancienne allée du marché où se déroule un marché le samedi matin.

## Parcours politique
Il est maire-adjoint de Caen de 1953 à 1959. À la faveur de l'avènement de la Cinquième République, il entre à l'Assemblée nationale comme représentant de la 1re circonscription du Calvados. Il est conseiller général de Caen-Est de 1961 à 1973. Après les événements de mai 1968, il redevient député de la première circonscription du Calvados. Il est battu par Louis Mexandeau de 500 voix aux législatives de 1973.